# Badri Patarkacisvili
Arkagyij „Badri” Patarkacisvili (grúzul: ბადრი პატარკაციშვილი, Tbiliszi, 1955. október 31. – Leatherhea, Nagy-Britannia, 2008. február 12.) zsidó származású grúz üzletember. Főként a média és a sport területén rendelkezik üzleti érdekeltségekkel. Indult a 2008-.január 8-i grúziai elnökválasztáson, de a szavazatok 7,1%-ának megszerzésével csak a harmadik helyen végzett.
Fiatal korában Tbilisziben élt, ahol a grúz Komszomolban ért el sikeres karriert. A Szovjetunió szétesése után üzleti tevékenységbe kezdett.  1994–2001 között Moszkvában élt, ahol Borisz Berezovszkij környezetéhez tartozott. 1991-től a Berezovszkij érdekeltségébe tartozó LogoVAZ vezérigazgató-helyettese, 1994-től első vezérigazgató-helyettese volt.
Az 1990-es évek közepétől vannak média-érdekeltségei. 1994-ben őt nevezték ki az akkor Berezovszkij befolyása alatt állt orosz ORT tv-csatorna pénzügyekért felelős első vezérigazgató-helyettesévé. 2001. március–május között a TV6 kereskedelmi csatorna vezérigazgatója volt. Az orosz Kommerszant kiadóvállalatban birtokolt 100%-kos részesedését 2006-ban Aliser Uszmanovnak adta el , amelyet előzőleg a Londonba emigrált Berezovszkijtól vásárolt meg.
Patarkacisvilit 2001-ben az orosz hatóságok Nyikolaj Gluskov szökésének megszervezésével vádolták, ezért el kellett hagynia Oroszországot és visszatért Tbiliszibe.
2004-ben Patarkacisvili vezetésével egy nemzetközi befektetői csoport újraindította a Kulevi olajterminál 2002-ben leállított építkezését. Patarkacisvili 2006-ban azonban eladta a projektben birtokolt részesedését az Azeri Állami Olajipari Vállalatnak (SOCAR).
Tulajdonosa volt a Miheil Szaakasvili ellenzékéhez közel álló Imedi média-vállalkozásnak. Legfőbb politikai szövetségese Irakli Okruasvili egykori védelmi miniszter volt, aki leváltása előtt azzal vádolta meg Szaakasvilit, hogy az meg akarja gyilkoltatni Patarkacisvilit.